# Валёнков, Георгий Павлович
Гео́ргий Па́влович Валёнков (24 января [5 февраля] 1893, Муром, Владимирская губерния — 11 июня 1940, Свердловск) — советский архитектор, автор проектов зданий, преимущественно в стиле конструктивизма.

## Биография
Родился в семье инженера-механика Павла Федоровича Валёнкова, основавшего в 1887 году одно из первых в Муроме чугунолитейных производств.
В 1910 году окончил Муромское реальное училище, а в 1918 году — Институт гражданских инженеров с золотой медалью за проектирование.
С 1916 учился на живописном отделении Высшего художественного училища при Академии художеств. С 1918 по 1926 служил в Красной Армии в должности инженера, затем начальника военно-инженерной дистанции в Екатеринбурге и Тюмени.
С 1926 по 1931 заведовал проектным отделением Уралпромстройпроекта. В 1931 работал главным инженером Карабашской обогатительной фабрики, с 1932 по 1934 — главным инженером и архитектором по проектированию и строительству Свердловского Дома обороны. После возведения первой очереди Дома обороны работал в качестве научного секретаря архитектурной комиссии при Свердловском облисполкоме.
Работал в мастерской скульптора С. Д. Эрьзи, создал ряд скульптурных произведений в мраморе и гипсе. Член правления Свердловского отделения Союза советских архитекторов (1935).
Был женат, дочь Светлана проживает в Екатеринбурге.
Скончался 11 июня 1940 года в Свердловске. Похоронен на Лютеранско-католическом кладбище (не сохранилось).

## Проекты и постройки

### В Екатеринбурге
- Здание Свердловской филармонии (реконструкция, 1917), совместно с архитекторами К. Т. Бабыкиным и Е. Н. Коротковым[4][5]
- Здание Госстраха (1926—1929)
- Здание Госбанка (1926—1928)
- Жилой дом Северохима по ул. Воеводина (1927—1928)
- Здание лаборатории Северохима (1928)
- Жилой дом по заказу Уральского горнозаводского синдиката «Уралмет» по ул. Тургенева 11 (1925 г.) — один из первых памятников раннего конструктивизма в г. Свердловске
- Здание Дома обороны (1933—1934)
- Вторая и третья секции жилых домов комплекса «Дом Госпромурала» (1929—1930)
- Здание Дома контор (1929)[6]
- Здание железнодорожного вокзала (реконструкция, 1939), совместно с архитектором В. И. Смирновым[4]

### В других городах, в соавторстве
- Калатинская больница (1924-25)
- Егоршинская больница (1924-25)
- Школа в Кудымкаре (1926)
- Клубы и жилые дома (1932)[7]